# Bound for Glory (2016)
Cet article concerne l'édition 2016 du pay-per-view Bound for Glory. Pour toutes les autres éditions, voir TNA Bound for Glory.
L'édition 2016 de Bound for Glory est une manifestation de catch professionnel télédiffusée et visible uniquement en paiement à la séance. L'événement, produit par la Total Nonstop Action Wrestling, a eu lieu le 2 octobre 2016 à l'Universal Studio d'Orlando en Floride. Cet événement marquera les débuts de Cody Rhodes à la TNA et Aron Rex remporta le premier TNA Grand Slam Championship.

## Contexte
Les spectacles de la Total Nonstop Action Wrestling en paiement à la séance sont constitués de matchs aux résultats prédéterminés par les scénaristes de la TNA. Ces rencontres sont justifiées par des storylines - une rivalité avec un catcheur, la plupart du temps - ou par des qualifications survenues dans les émissions de la TNA telles que TNA Xplosion et TNA Impact!. Tous les catcheurs possèdent une gimmick, c'est-à-dire qu'ils incarnent un personnage face (gentil), heel (méchant) ou tweener (neutre, apprécié du public), qui évolue au fil des rencontres. Un pay-per-view comme Bound for Glory est donc un évènement tournant pour les différentes storylines en cours.

## Tableau des matches
| Ordre par numéros | Résultat | Stipulation(s)                                                                                            | Temps |
| --- | --- | --- | ----- |
| 1P | Jade bat Sienna | Match simple                                                                                              | 6:54  |
| 2 | DJZ (c) bat Trevor Lee | Match simple pour le TNA X Division Championship                                                          | 11:12 |
| 3 | Eli Drake gagne en éliminant en dernier Tyrus                                                                                  | 10-Man Bound for Gold Gauntlet match pour déterminer l'aspirant n°1 au TNA World Heavyweight Championship | 15:19 |
| 4 | Moose bat Mike Bennett | Match simple                                                                                              | 10:09 |
| 5 | Aron Rex bat Eddie Edwards | Match simple pour devenir le premier Impact Grand Championship                                            | 15:03 |
| 6 | The Broken Hardys (Brother Nero et Broken Matt) (avec Rebecca Hardy) battent Decay (Abyss et Crazzy Steve) (c) (avec Rosemary) | The Great War pour les TNA World Tag Team Championship                                                    | 22:28 |
| 7 | Gail Kim bat Maria (c) (avec Allie)                                                                                            | Match simple pour le TNA Knockouts Championship                                                           | 5:19  |
| 8 | Lashley (c) bat Ethan Carter III                                                                                               | No Hold Barred match pour le TNA World Heavyweight Championship                                           | 16:11 |
| La lettre C placée entre parenthèses désigne la personne ou l’équipe championne en titre. P – indique que le match a eu lieu lors du pré-show | | |       |